# 17445 Avatcha
A 17445 Avatcha (ideiglenes jelöléssel 1989 YC5) a Naprendszer kisbolygóövében található aszteroida. Eric Walter Elst fedezte fel 1989. december 28-án.